# Vila de Cucujães
Vila de Cucujães, também conhecida como Cucujães ou Couto, é uma vila portuguesa sede da Freguesia de Vila de Cucujães  do município de Oliveira de Azeméis, freguesia com 10,42 km² de área e 9962 habitantes (censo de 2021), tendo, assim, uma densidade populacional de 956 hab./km².
Pelo decreto n.º 13.758, de 01/06/1927, o lugar de Cucujães foi elevado à categoria de vila, passando a denominar-se Vila de Cucujães.

## História
Constituiu o couto de Cucujães entre 1139 e o início do século XIX. Tinha, em 1801, 2.049 habitantes.
Cucujães é um importante centro cultural e histórico. O seu nome provém do latim "cucullianis", ou seja, elevação de terreno, montão. Nesta terra, D. Egas Odoriz - guerreiro da reconquista - fundou, nos finais do Século XI, um Mosteiro Beneditino. Cucujães foi coutado por D. Afonso Henriques em 7 de Julho de 1139, na véspera da batalha de Ourique.
A história de Cucujães é uma autêntica relíquia para os investigadores do passado.
Região fértil e de condições bastante privilegiadas, esta freguesia desde cedo atraiu povos das mais remotas culturas. Mós, uma ponta de lança de pedra polida, machados de pedra e de bronze e uma ponta de flecha de cobre, são alguns dos vestígios aqui encontrados de épocas pré e proto-históricas que provam esta teoria. Supõe-se que entre os habitantes primitivos estariam também os Túrdulos ou Turdetanos que habitaram a região onde se poderá incluir Cucujães. Mais tarde vieram os romanos e com eles o topónimo actual, que provém do canto do cuco (em latim “Cuculus”). Depois, os suevos, os visigodos e os árabes.
Em 7 de julho de 1139 o couto de Cucujães, instituído por D.Ricardo Ferreira, foi doado ao Mosteiro Beneditino, nas vésperas da famosa Batalha de Campo de Ourique, nas pessoas de D. Martinho e de D. Egas Odoriz.
O couto de Cucujães foi elevado a Vila em 11 de Junho de 1927. Este feito resultou de um movimento intelectual nascido em Cucujães, logo a seguir ao golpe militar de 28 de Maio de 1926. Foi a Junta de Paróquia quem solicitou ao governo da ditadura militar a elevação do couto de Cucujães a Vila. Passou a denominar-se, então, Vila de Cucujães.
Por esquecimento da Junta de Paróquia, a palavra “Couto” desapareceu oficialmente do nome desta freguesia aquando a elevação a Vila. No entanto, actualmente, esta terra ainda é reconhecida por “Couto”. Afinal, Cucujães foi Couto durante mais de seiscentos anos.

## Demografia
A população registada nos censos foi:
| Distribuição da População por Grupos Etários | Distribuição da População por Grupos Etários | Distribuição da População por Grupos Etários | Distribuição da População por Grupos Etários | Distribuição da População por Grupos Etários |
| -------------------------------------------- | -------------------------------------------- | -------------------------------------------- | -------------------------------------------- | -------------------------------------------- |
| Ano                                          | 0-14 Anos                                    | 15-24 Anos                                   | 25-64 Anos                                   | > 65 Anos                                    |
| 2001                                         | 1767                                         | 1589                                         | 6328                                         | 1410                                         |
| 2011                                         | 1477                                         | 1141                                         | 6131                                         | 1956                                         |
| 2021                                         | 1039                                         | 1057                                         | 5352                                         | 2514                                         |

## Símbolos de Cucujães
Quando se fala em história, torna-se importante falar dos símbolos que identificam Cucujães e sua simbologia.
- Brasão: Escudo de negro, leão de prata segurando nas mãos um báculo de ouro; em chefe um escudete de Portugal antigo. Coroa mural de prata de quatro torres. Listel vermelho com a legenda a negro em maiúsculas: “VILA DE CUCUJÃES“.
- Bandeira: De branco, cordões e borlas de prata e negro. Haste e Lança de ouro.
- Selo Branco: Circular, com peças do escudo envolvidas por dois círculos concêntricos onde corre a legenda “Junta de Freguesia da Vila de Cucujães”.

## Património
- Ponte da Pica
- Museu Regional de Cucujães
- Mosteiro de São Martinho de Cucujães
- Capelas velha e nova de Nossa Senhora da Conceição, de São Sebastião, dos Corações de Jesus e Maria, de Santo António e de Santa Luzia
- Via-sacra
- Nicho do Senhor do Bonfim
- Cruzeiro
- Casa do Buraco, da Quinta do Buraco e dos viscondes de Carregoso com capela e fundição
- Vestígios do antigo mosteiro
- Casa setecentista perto da Ponte da Pica
- Museu arqueológico e etnológico de Cucujães
- Bustos de António J. Ferreira da Silva e da condessa de Penha Longa
- Estátua de António da Costa Sol
- Cemitério de Cucujães
- Casas do Andersen, do abade Arede, do Mato, dos Azulejos, de Manuel Alves Soares e dos Barbedos
- Quintas do Sol, do Picoto, do Barreiro e do Seminário
- Palacetes Alves dos Reis e Pinto Leite
- Alto de Rebordões
- Vivenda do Dr. Francisco Valente

## Colectividades
Cultura
- Museu Regional de Cucujães
- Sociedade Filarmónica Cucujanense - ♦Site Oficial ♦Canal Youtube ♦Blog Oficial ♦Facebook Oficial
- Rancho Infantil e Juvenil de Cucujães
- Grupo Cultural da Casa do Povo de Cucujães
- Associação VisitCucujães

Desporto
- Clube Desportivo de Cucujães
- Atlético Clube de Cucujães
- Grupo desportivo, Recreativo e Cultural "Os Leões Do Monte"
- Núcleo de Atletismo de Cucujães
- Sociedade Columbófila de Cucujães
- Os Lontras
- Clube de BTT de Cucujães
- Grupo de Xadrez de Cucujães

Acção social
- Santa Casa da Misericórdia- Infantário
- Cruz Vermelha Portuguesa – Núcleo de Cucujães
- Apdasc
- Asilo da Gandarinha

Fundações
- Fundação Condessa da Penha
- Fundação Manuel Brandão

Escutismo
- Corpo Nacional de Escutas Agrupamento 24
- Associação Escoteiros de Portugal Grupo 18

Actividades lúdico-recreativas
- Centro Recreativo de Cucujães
- Grupo Amizade de Cucujães
- Associação de Recreio e Instrução de Cucujães

Religião
- Grupo Juvenil Gaudete
- Coro Infanto-Juvenil de N.ª Sr.ª da Conceição
- Juventude Mariana Vicentina
- JUAC - Jovens Unidos na Amizade Cristã
- JIC - Jovens da Imaculada Conceição

## Personalidades
- António Ferreira da Silva
- Dr. Agostinho Gomes
- Abade Arede

- Visconde de Carregoso

## Política

### Eleições autárquicas (Junta de Freguesia)
| Partido | 1976 | 1976 | 1979 | 1979 | 1982 | 1982 | 1985 | 1985 | 1989 | 1989 | 1993 | 1993 | 1997 | 1997 | 2001 | 2001 | 2005 | 2005 | 2009 | 2009 | 2013 | 2013 |
| Partido | %    | M    | %    | M    | %    | M    | %    | M    | %    | M    | %    | M    | %    | M    | %    | M    | %    | M    | %    | M    | %    | M    |
| ------- | ---- | ---- | ---- | ---- | ---- | ---- | ---- | ---- | ---- | ---- | ---- | ---- | ---- | ---- | ---- | ---- | ---- | ---- | ---- | ---- | ---- | ---- |
| PS      | 31,8 | 4    | 36,4 | 7    | 37,4 | 7    | 57,4 | 8    | 54,3 | 8    | 52,1 | 7    | 30,6 | 4    | 33,2 | 5    | 33,6 | 5    | 42,1 | 6    | 42,7 | 7    |
| PPD/PSD | 26,7 | 3    | 51,5 | 10   | 32,8 | 7    | 28,4 | 4    | 38,2 | 5    | 36,0 | 5    | 50,2 | 7    | 59,3 | 8    | 57,0 | 8    | 44,6 | 7    | 40,1 | 6    |
| IND     | 18,9 | 2    |      |      |      |      |      |      |      |      |      |      |      |      |      |      |      |      |      |      |      |      |
| IND     | 8,4  | 1    |      |      |      |      |      |      |      |      |      |      |      |      |      |      |      |      |      |      |      |      |
| CDS-PP  | 10,8 | 1    |      |      | 17,1 | 3    | 9,0  | 1    | 4,2  | -    | 7,4  | 1    | 13,8 | 2    |      |      |      |      | 6,1  | -    | 4,8  | -    |
| APU/CDU |      |      | 10,3 | 2    | 9,9  | 2    | 3,2  | -    | 1,1  | -    | 2,1  | -    | 2,3  | -    | 3,3  | -    | 4,3  | -    | 1,7  | -    | 3,1  | -    |